# Merlin de Thionville

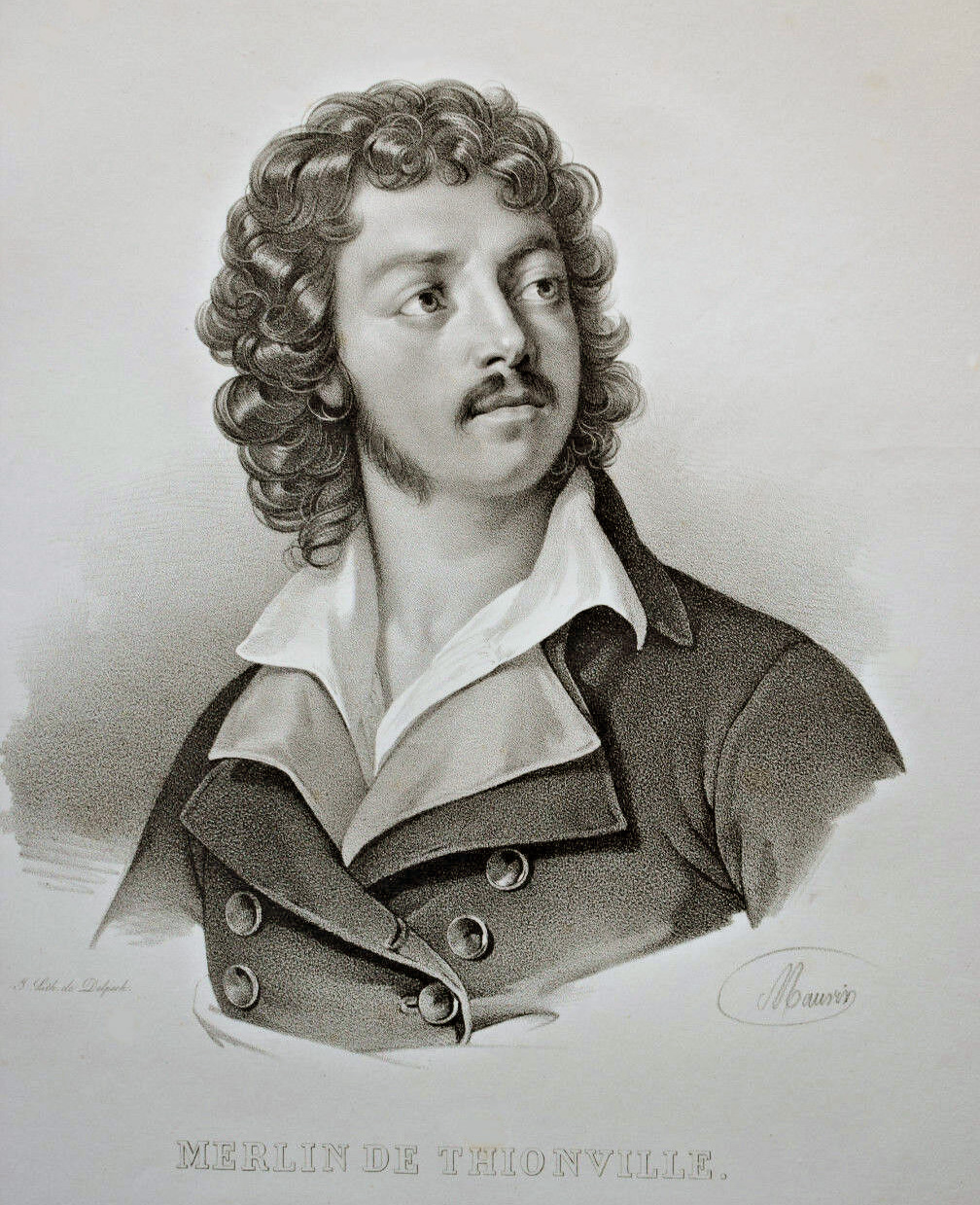
Antoine Merlin de Thionville

Antoine Christophe Merlin, genannt Merlin de Thionville  (* 13. September 1762 in Diedenhofen; † 14. September 1833 in Paris) war eine hervorragende Persönlichkeit der französischen Revolution.
Merlin war beim Ausbruch der Revolution, deren Grundsätzen er mit Enthusiasmus huldigte, Huissier de justice in seiner Vaterstadt Diedenhofen und ward hierauf Parlamentsadvokat zu Metz und 1791 Deputierter des Département Moselle in der Gesetzgebenden Versammlung, wo er sich zur äußersten Linken hielt. Seine Heimatstadt (frz. Thionville) wurde seinem Namen später angefügt, um ihm vom anderen präsenten Revolutionär Merlin de Douai zu unterscheiden.
Er beantragte die Konfiskation der Emigrantengüter und die Deportation der eidverweigernden Priester (Eid auf die Zivilverfassung des Klerus). An den Ereignissen des 10. August 1792 hatte er einen hervorragenden Anteil. Von der Stadt Paris in den Nationalkonvent gewählt, schloss er sich der Partei Dantons an, gehörte auch hier zur äußersten Linken und stimmte für den Tod des Königs.
Als Représentant en mission bei der Armee des Generals Custine bewies er 1793 in Mainz, als es von den Preußen belagert wurde, eine seltene Tapferkeit. Zusammen mit Nicolas Haussmann und Jean François Reubell kam er im späten Dezember 1792 oder Anfang Januar 1793 nach Mainz, um die Bildung revolutionsfreundlicher Verwaltungen (Munizipalitäten) in den Städten und eine Allgemeine Administration für das gesamte Besatzungsgebiet durchzusetzen. Georg Forster, damals Redakteur von „Die neue Mainzer Zeitung oder Der Volksfreund“ berichtete dort über den festlichen Empfang der drei Kommissare. Die Représentant en mission bezogen wie Custine die erzbischöfliche Residenz, das Kurfürstliche Schloss, wo am 23. Oktober 1792 die „Gesellschaft der Freunde der Freiheit und Gleichheit“ – der erste Jakobinerklub in Deutschland – gegründet wurde. Dieser Klub war die erste demokratische Bewegung Deutschlands. Am 9. Thermidor 1794 unterstützte er die Angriffe gegen die Partei Maximilien de Robespierres und wurde bei dem Sturz der Schreckensregierung einer der zehn Konventskommissare.
Zum Präsidenten des Konvents erwählt, verfolgte er jetzt ebenso die Jakobiner wie früher die Feuillants.
Darauf ging er als Adjutant des Generals Jean-Charles Pichegru zur Rheinarmee. Er nahm an der Belagerung von Mainz teil und ließ dabei weniger aus militärischen Erwägungen, sondern mehr zum Vergnügen während einer Nacht die Stadt aus Haubitzen beschießen.
Nachdem die belagerte Festung Luxemburg am 6. Juni 1795 kapituliert hatte, nahm er sie im Namen der Republik in Besitz, bewies aber gegen die gefangenen Emigranten große Schonung.
Bei Einführung der Konstitution vom Jahr III am 22. August 1795  in den Rat der Fünfhundert gewählt, hielt er sich zur gemäßigten Partei. Nach Niederlegung seines Mandats als Abgeordneter wurde er Generaladministrator der Post. Da er gegen das lebenslange Konsulat Napoléons I. votierte, musste er seine Stelle niederlegen und zog sich auf ein Landgut in der Picardie zurück. Er starb am 14. September 1833 in Paris.

## Ehrungen
In Thionville wurde auf einer Straßenkreuzung eine Statue errichtet, die ihn einen in der Scheide steckenden Degen über sich haltend zeigt.

## Bibliographie
- 1828–1830 – Questions de droit qui se présentent le plus fréquemment dans les tribunaux. Tome premier, a.-app.; Tome deuxième, app-ban.; Tome troisième, bel.-com.; Tome quatrième, com.-cur.; Tome cinquième, dat.-dom.; Tome sixième, don.-epo.; Tome septième, err.-gru.; Tome huitième, hér.-ins.; Tome neuvième, ins.-mar.; Tome dixième, mar.-nul.; Tome onzième, obl.-pré.; Tome douzième, pre.-ren.; Tome treizième, ren.-rét.; Tome quatorzième, réu.-sub.; Tome cinquième, sub.--tes.; Tome seizième, tie.--wis. Quatrième édition, revue, corrigée et considérablement augmentée